# Alpvänderot
Alpvänderot (Valeriana tripteris) är en växtart i familjen vänderotsväxter.